# مدرسة روجر بيكون الثانوية
مدرسة روجر بيكون الثانوية هي مدرسة ثانوية في سانت برنارد، أوهايو، الولايات المتحدة، مقرها في الأبرشية الفرنسيسكانية.

## خريجون متميزون
- ميل أنتوني (مواليد 1943)، لاعب كرة قدم سابق، جامعة ميشيغان
- أدريان برين (مواليد 1965)، لاعب كرة قدم سابق، سينسيناتي بنغلس (اتحاد كرة القدم الأميركي)
- مو بورتشي (1922-2004)، لاعب بيسبول، فيلادلفيا لألعاب القوى (MLB)
- Thomas J. Fogarty MD (مواليد 1934)، مخترع الأجهزة الجراحية ؛ مالك مصنع نبيذ توماس فوغارتي
- مارك إدوارد هوك (مواليد 1969)، ممثل معروف بدوره في برنامج Beat the Geeks على كوميدي سنترال
- بات كيلسي، المدير الفني لفريق كرة السلة للرجال في جامعة وينثروب
- توم كرامر (مواليد 1968)، لاعب بيسبول سابق، كليفلاند إنديانز (MLB)
- روبرت روي (مواليد 1941)، قاضٍ أقدم سابق في محكمة الضرائب الأمريكية
- بي جيه ساندر (مواليد 1980)، لاعب كرة قدم سابق، جرين باي باكرز (اتحاد كرة القدم الأميركي)
- ميلت ستيجال (مواليد 1970)، لاعب كرة قدم سابق، سينسيناتي بنغلس (اتحاد كرة القدم الأميركي) ووينيبيغ بلو بومبرز (CFL)
- Adolphus Washington (مواليد 1994)، لاعب كرة قدم، Miami Dolphins (NFL)
- جون سي ويلك (1925-2015)، طبيب وناشط مناهض للإجهاض .

## روابط خارجية
- http://www.rogerbacon.org
- http://www.rogerbaconalumni.com
- روجر بيكون على خريطة جوجل